# Jiquilisco
Jiquilisco è un comune del dipartimento di Usulután, in El Salvador. La città si affaccia sull'oceano Pacifico dove forma una baia a cui dà il nome.